# Rosthuvad papegojnäbb
Rosthuvad papegojnäbb (Paradoxornis bakeri) är en asiatisk fågel i familjen papegojnäbbar inom ordningen tättingar.

## Utseende
Rosthuvad papegojnäbb är en rätt stor (19-19,5 cm) papegojnäbb med relativt lång näbb. Adulta fågeln är djupt roströd på hela huvudet ända till bak i nacken, något mer beige på tygeln. I övrigt är den ljus under, med ljus strupe, och brun ovan.
Arten är mycket lik vitbröstad papegojnäbb (P. ruficeps) och behandlades tidigare som underart till denna. Rosthuvad papegojnäbb är dock mer beige undertill, något större och har avvikande sång: en rytmisk fras som avslutas med utdragna visslingar jämfört med fyra till sex dalande och ljusare visslingar.

## Utbredning och systematik
Rosthuvad papegojnäbb delas in i två underarter med följande utbredning:
- P. b. bakeri – södra Assam söder om Brahmaputra till norra och östra Myanmar
- P. b. magnirostris – höglänta områden i centrala Tonkin

Tidigare betraktades rosthuvad och vitbröstad papegojnäbb (P. ruficeps) som samma art och vissa gör det fortfarande.

### Släktestillhörighet
Tidigare inkluderades alla papegojnäbbar förutom större papegojnäbb i Paradoxornis. DNA-studier visar dock att större papegojnäbb och den amerikanska arten messmyg (Chamaea fasciata) är inbäddade i släktet. Paradoxornis har därför delats upp i flera släkten. Initialt placerades rosthuvad papegojnäbb med släktingar i släktet Psittiparus, men detta har sedermera inkluderats i Paradoxornis.

### Familjetillhörighet
DNA-studier visar att papegojnäbbarna bildar en grupp tillsammans med den amerikanska arten messmyg, de tidigare cistikolorna i Rhopophilus samt en handfull släkten som tidigare också ansågs vara timalior (Fulvetta, Lioparus, Chrysomma, Moupinia och Myzornis). Denna grupp är i sin tur närmast släkt med sylvior i Sylviidae och har tidigare inkluderats i den familj, vilket i stor utsträckning görs fortfarande. Enligt sentida studier skilde sig dock de båda grupperna sig åt för hela cirka 19 miljoner år sedan, varför tongivande International Ornithological Congress (IOC) numera urskilt dem till en egen familj, Paradoxornithidae. Denna linje följs här.

## Levnadssätt
Rosthuvad papegojnäbb förekommer i stånd med bambu i eller nära städsegrön lövskog, men även i högt gräs och eller nära flodbankar. Den lever av insekter, som skalbaggar, men även frön från bland annat odlade grödor och bär. Arten häckar mellan april och oktober i Indien. Den är en stannfågel.

## Status och hot
Arten har ett stort utbredningsområde och en stor population, men tros minska i antal till följd av habitatförstörelse och fragmentering, dock inte tillräckligt kraftigt för att den ska betraktas som hotad. Internationella naturvårdsunionen IUCN kategoriserar därför arten som livskraftig (LC).

## Namn
Fågelns vetenskapliga artnamn hedrar Edward Charles Stuart Baker (1864-1944), brittisk ornitolog, oolog, samlare av specimen och medlem av Indian Police 1883-1912.